# Vignette

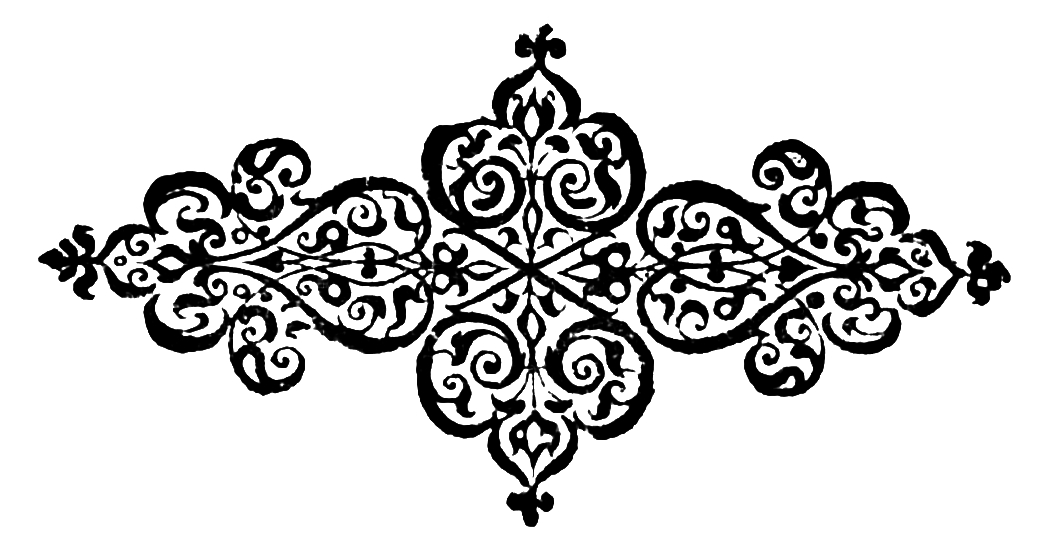
Vignette aus Von Münsterischen Widertauffern (1589)

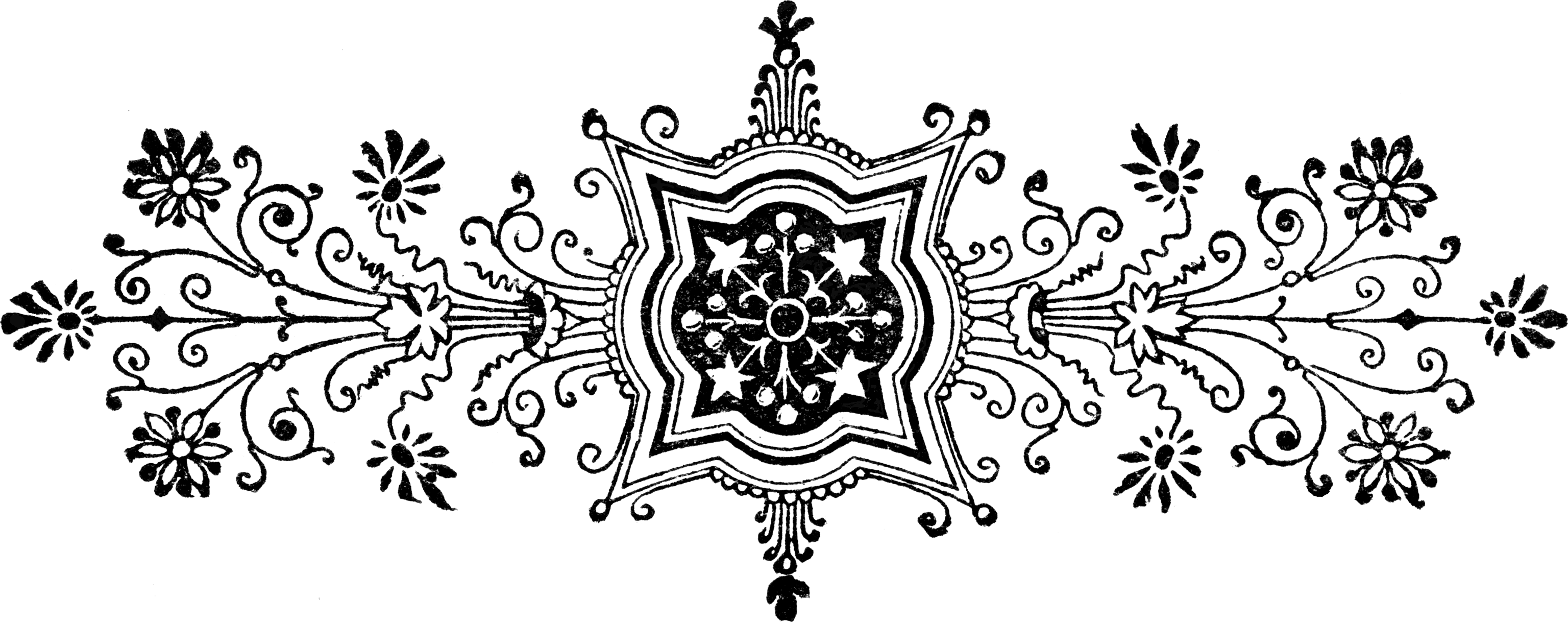
Vignette aus Ladies’ Home Companion (1901)

Eine Vignette [vɪnˈjɛtə] (aus dem Französischen für „Randverzierung“; von vigne „Weinrebe“) ist im Druckwesen ein ornamentales Zierstück. Diese Art des Buchschmucks ahmte anfangs vornehmlich Ranken von Weinreben nach, es kann sich aber um andere Motive handeln. Vignetten wurden ursprünglich als Kupferstich oder Holzschnitt hergestellt.

## Verwendung
Eine Vignette findet sich häufig auf der Titelseite eines Buches (Titelvignette). Auch kleinere Zeichnungen oder Bilder, die einem gedruckten Text zu Beginn oder am Ende eines Kapitels begleitend beigestellt werden, werden als Vignetten bezeichnet. Diese Vignetten wurden von Schriftgießereien oft auch als Bleilettern hergestellt und konnten so problemlos in den Satz integriert werden, da sie im Gegensatz zu Kupferstichen, Klischees etc. bereits auf Normalschrifthöhe (62 2/3 Didot-Punkt/23,566 mm) gegossen wurden.

## Übertragene Wortbedeutungen

### Miniaturbilder
Als Vignette wird auch eine Variante der Porträt-Malerei bezeichnet, die besonders im 19. Jahrhundert beliebt war. Dabei werden (oft ovale) Miniaturgemälde angefertigt, die in einem Schmuckstück, beispielsweise einem Amulett, getragen werden können. Besonderes Kennzeichnen der Vignette ist dabei, dass das Bild zu den Rändern hin unschärfer wird und allmählich im Hintergrund verschwindet.
In der Kartografie wird mit Vignette ein Ansichts-Kleinbild (z. B. vereinfachtes Strichbild von Gebäuden in Schrägansicht) bezeichnet, das in Karten z. B. zur Kennzeichnung von besonderen Gebäuden und Sehenswürdigkeiten verwendet wird. Besonders in Stadtplänen wurden diese (früher) häufig verwendet.
Ebenfalls eine Art kleines Bild ist die Autobahnvignette: ein Aufkleber, der anzeigt, dass Maut bezahlt wurde. Die Velovignette in der Schweiz zeigte an, dass die Haftpflichtversicherung für das Fahrzeug abgeschlossen wurde (bis 2012).

### Kurze Texte, Szenen oder Schilderungen
In der Literatur wird ein kurzer (impressionistischer) Text, der sich auf einen Moment, eine Person, einen Ort, ein Objekt oder eine Idee bezieht, als Vignette bezeichnet.
In der Erzählkunst ist eine Vignette ein Fallbeispiel, ein anekdotisch berichtetes Detail oder ein Bericht zu einem volkstümlich feststehenden, szenischen Berichtsmotiv. Kennzeichnend für eine Vignette ist die Detailtreue des Berichts. In der psychologischen und sozialpädagogischen Supervisionsarbeit wird der Begriff ähnlich verwandt. Siehe dazu auch Vignetten- und Anekdotenforschung.
In der qualitativen Forschung bezieht sich der Terminus auch auf kurze, in sich abgeschlossene Szenen in Beobachtungsprotokollen.
Ein Vignettenfilm ist ein Werbespot, in dem kurze Einstellungen oder Szenen hintereinander geschnitten werden, die in keinem direkten Zusammenhang stehen, sondern den Fokus auf ein allgemeines Lebensgefühl legen und bestimmte Gedanken und Assoziationen hervorrufen sollen.

### Fotografie
Bedeutung 1: Maske
In der Fotografie bezeichnet Vignette eine Maske mit bestimmten Ausschnitten vor einem Objektiv und dient des Weiteren zur Verdeckung bestimmter Stellen eines Negativs beim Kopieren.
Fotografische Postkarten und Porträts weisen häufig einen ähnlichen Effekt auf, der teilweise aus der Beschaffenheit der verwendeten Linsen oder Objektive herrührt, teilweise aber gezielt durch den Einsatz von Filtern erreicht wird.
Bedeutung 2: Bild
Neben der Maske beim Fotografieren auf Film oder Herstellen des Bildes auf Papier wird mitunter das vignettiert angefertigte Abbild selbst als Vignette bezeichnet. Vignetten von Personen sind dabei häufig hochoval vignettiert; das Abbild hat dann einen elliptischen Rand, der selbst eine scharfe Kontur haben kann oder aber in einer schmalen Zone mit Dichteverlauf ausläuft; dabei kann hier auch die Schärfe des Abbilds abnehmen. Solche Vignetten sind häufig auf weißem Papier gedruckt, benötigen kein Passe-partout und können zu Gruppenbildern oder Stammbäumen versammelt werden. Auf älteren Grabsteinen sind sie häufig auf gewölbten ovalen Porzellanscheiben zu finden. Querovale Vignetten sind von Landschaften, Ansichten von Städten oder einer Fabrik üblich. Eine Nachtansicht wird typisch vor schwarzem Hintergrund abgebildet.

### Film und Video

Erzeugung zweier Vignetten durch Nachbelichten

Bei Filmwerken versteht man unter einer Vignette eine bewusst unbelichtete oder stark verdunkelte Stelle im Bild. Beim Aufzeichnen von bewegten Bildern wurde schon sehr früh versucht, die aus der Fotografie von unbewegten Bildern bekannten Hilfsgegenstände wie zum Beispiel Masken oder Filter zu übernehmen und damit künstlerische Effekte zu erzeugen. Bei der Entwicklung eines Films können mit gezieltem Nachbelichten besondere Vignetten erzeugt werden, die nur als sanfter Schatten über dem Bild liegen und somit keinen Teil vollständig zudecken. Mit entsprechendem Aufwand können Vignetten auch animiert werden.
Seitdem die Aufzeichnung und Bearbeitung von bewegten Bildern hauptsächlich digital abläuft, werden solche Effekte fast ausschließlich durch Compositing erzeugt.